# Jack Benny
Jack Benny (nar. Benjamin Kubelsky; 14. února 1894 Chicago – 26. prosince 1974 Los Angeles) byl americký bavič, který se od skromných začátků estrádního houslisty vypracoval na velmi populární osobnost komediální scény v rozhlase, televizi a filmu. Byl znám vynikající schopností komického načasování, takže dokázal publikum rozesmát výmluvnou pauzou nebo jediným slovem, jako bylo jeho typické podrážděně Well!
Jeho rozhlasové a televizní programy, populární od roku 1932 až do jeho smrti v roce 1974, měly zásadní vliv na žánr sitcomu. Benny často hrával postavu lakomce, který mizerně fidlá na housle a bez ohledu na skutečný věk tvrdí, že mu je 39 let.